# 核様体

原核細胞には核様体（図中の Nucleoid）が見られる。

原核細胞の構造。Capsule:莢膜、:en:Cell wall:細胞壁、:en:Plasma membrane:細胞膜、:en:Cytoplasm:細胞質、:en:Ribosomes:リボソーム、:en:Plasmid:プラスミド、Pili:性繊毛、Bacterial flagellum:真正細菌鞭毛、:en:Nucleoid(:en: Circular DNA):核様体

核様体（かくようたい、nucleoid）とは、原核細胞内に観察されるゲノムDNAが折り畳まれた構造体。真核細胞の核とは異なり、膜構造（核膜）で囲まれてはいない。原核細胞の染色体と呼ばれることもある。

## 概要
原核生物のゲノムは一般的に環状の二本鎖 DNA で、複数のコピーがあることもある。
核様体DNAには負のDNA超らせんが導入されており、これが核様体をコンパクト化するメカニズムのひとつとして働いている（これに対して、真核生物のクロマチンではヌクレオソームの形成がコンパクト化の最初のステップである）。ほとんどの原核生物のゲノムは環状であり、線状のものはまれである。そのためテロメアなしで複製することができる。一般的に核様体は真核生物の染色体よりも小さい。例えば、大腸菌のゲノムは約4,600,000塩基対から成るが、マイコプラズマ（Mycoplasma genitalium）のゲノムのように 580,073塩基対という短いものも存在する。真核生物のミトコンドリアや葉緑素に存在するDNA-タンパク質複合体も核様体と呼ばれる。

## 核様体の可視化
核様体は高倍率の電子顕微鏡による観察ではっきりと確認することができる。外観は異なる場合もあるが、細胞質に対して明瞭なコントラストを持つ。DNA を特異的に染色するフォイルゲン染色法を用いれば、核様体は光学顕微鏡でも観察可能である。DNA に結合する蛍光試薬である DAPI やエチジウムブロマイドは、蛍光顕微鏡を用いた核様体の観察に広く利用されている。

## 核様体の組成
核様体の大部分は DNA から成っており、他にRNA とタンパク質を含んでいる。真正細菌の核様体タンパク質（nucleoid proteins, nucleoid-associated proteins）は、真核細胞でみられるようなヌクレオソーム構造を作らず、代わりに DNA の屈曲や DNA 間の架橋を担う。一方、古細菌はヒストン様タンパク質を有し、ある種では~60 bp 周期のヌクレオソーム様構造が観察されている。最近の研究によれば、真正細菌と古細菌は共にコンデンシン様の複合体をもち、これらが核様体の構築に大きな役割を果たしているらしい（染色体凝縮の項参照）。